# 保山市博物馆
保山市博物馆是中华人民共和国云南省保山市隆阳区的一家综合地志博物馆，是国家二级博物馆。创建于1999年10月1日，是云南省成立最早的市级博物馆。馆舍位于永昌文化园4号，建筑面积4,022平方米，展厅面积3,200平方米。截至2024年该馆共有藏品8,795件（套），其中珍贵文物274件（套）。

## 风格
保山市博物馆位于保山三馆文化广场，其中分布着保山市文化馆、保山市博物馆和保山市图书馆。保山市博物馆整体建筑为仿哀牢文化的铜鼓形态，以反映保山历史文化的装饰浮雕。馆内共设7个展厅，展线总长400余米。展出内容分为“史前文化”、  “哀牢文化”、“永昌文化”、“滇西抗战”、“历代人物”、“民族文化”、“五十年建设成就”和“自然资源”共八大专题。